# Luffa acutangula
El dringi de l'Índia o fregall de Cuba (Luffa acutangula) és una espècie de planta enfiladissa de la família Cucurbitaceae.
Les seves fulles són lobulades i poden arribar a fer 20 cm de radi. Les flors són grogues, creixent en raïms algunes i altres solitàries. El fruit és cilíndric i mesura de mitjana de 20 a 25 cm de llarg, de color verd amb línies més fosques que el recorren longitudinalment.
Del fruit s'utilitza el mesocarpi, usat principalment per a higiene personal. També anomenada "esponja vegetal". A causa de les seves característiques fibroses, el fruit és usat com exfoliant.
Per al seu desenvolupament necessita una bona exposició solar, i és molt sensible a les gelades.